# Sehnsucht
Sehnsucht (längtan på svenska) är Rammsteins andra musikalbum, släppt i augusti 1997. Albumet är producerat av Jacob Hellner och Rammstein själva och spelades in i Temple Studios på Malta.
Musikvideorna till låtarna "Engel" och "Du hast" är båda baserade på filmer av (eller med) den amerikanske regissören Quentin Tarantino, eftersom Rammstein är fans av hans filmer. "Engel" är baserad på filmen From Dusk till Dawn och "Du hast" är baserad på filmen De hänsynslösa. "Du hast" förekommer i filmen The Matrix och i spelet Guitar Hero 5. Låten "Stripped" är en cover på låten med samma titel av bandet Depeche Mode. Det är för övrigt den första låten av bandet som är på något annat språk än tyska. Låten "Alter Mann" har varit med i filmen Wings of the Crow och låten "Tier" har varit med i Evil on Queen Street. Den tidigaste kända versionen av låten "Sehnsucht" framträdde bandet med redan den 16 december 1995 i Freiwalde i Tyskland.
Paul Landers beskriver låten "Klavier" på följande sätt:
| ”              | "Klavier" förtäljer historien om en man som mördar sin pianolärare, lämnar henne sittande vid pianot och låser dörren till rummet. I låten så upptäcks hennes kropp inte förrän långt senare. | „ |
| – Paul Landers | |   |

Det finns sex olika utgåvor av albumet, en för varje bandmedlem. Bilderna som finns på framsidan, och inuti musikhäftet, är alla tagna av Gottfried Helnwein. Albumet har sålt platina i USA och dubbelplatina i Tyskland. Låtarna på albumet tar upp en del tabubelagda ämnen såsom incest, sadomasochism, sexuell dominans, sodomi och oralsex.
| ”              | Ju mer tvetydigt något är desto större chans är det att folk måste hitta på sin egen förklaring. Om du presenterar en definitiv åsikt så finns där inte någon plats för fantasin. Till exempel, när vi spelade "Sehnsucht" i USA så trodde fansen alltid att vi sjöng "Chainsaw" och det tyckte de var härligt. Sedan berättade jag att låten kallades "Sehnsucht" och då var de riktigt besvikna. | „ |
| – Paul Landers | |   |

## Låtlista
Alla låtar är skrivna av Rammstein, förutom "Stripped" som är skriven av Martin Lee Gore.
1. "Sehnsucht" – 4:04
2. "Engel" (med Bobo) – 4:24
3. "Tier" – 3:46
4. "Bestrafe mich" – 3:36
5. "Du hast" – 3:54
6. "Bück dich" – 3:21
7. "Spiel mit mir" – 4:45
8. "Klavier" – 4:22
9. "Alter Mann" – 4:22
10. "Eifersucht" – 3:35
11. "Küss mich (Fellfrosch)" – 3:30

## Bonusspår

### Stripped
1. "Stripped" – 4:26

### Du riechst so gut '98
1. "Du riechst so gut '98" – 4:24

### Engel och Du hast
1. "Engel (English Version)" (med Bobo) – 4:25

1. "Du hast (English Version)" – 3:56

### Stripped och Asche zu Asche
1. "Stripped" – 4:26

- "Asche zu Asche"-singeln som en andra CD

### Limited Edition
1. "Rammstein (Eskimos & Egypt Radio Edit)" – 3:41

1. "Du riechst so gut '98" – 4:24

1. "Du hast (Clawfinger Remix)" – 5:23

### Australian Tour Edition
1. "Stripped" – 4:26

1. "Asche zu Asche" – 3:53

1. "Spiel mit mir" (Live-version) – 5:19

1. "Laichzeit" (Live-version) – 5:14

1. "Wollt ihr das Bett in Flammen sehen" (Live-version) – 5:53

1. "Engel" (Live-version) – 5:58

1. "Asche zu Asche" (Live-version) – 3:30